# تيسير البطنيجي
تيسير حمدان إبراهيم البطنيجي (14 ديسمبر 1966-) فنان تشكيلي فلسطيني ولد في مدينة غزة في فلسطين، حاصل على درجة البكالوريوس في الفنون الجميلة من جامعة النجاح في نابلس عام 1992، وأكمل دراسته في جامعة بورج في فرنسا وبعدها نال شهادة DNSEP عام 1997، وبقي متنقلًا بين فرنسا وفلسطين حتى عام 2006 بداية الحصار على غزة.

## أسلوبه الفني
يمزج البطنيجي بين ثقافتين مختلفتين تتمثل باستخدامه لوسائط مختلفة مثل الرسم والفن التركيبي والتصوير الفوتوغرافي والفيديو والفن الأدائي، إذ يعبر من خلال أعماله على ما يحيطه من أحداث. إضافة إلى ذلك، يستخدم منهج المقاربة إذ يعمل على تحويل وتطويع الموضوع الأولي، ويحوله إلى نظرة شاعرية وناقدة أحياناً للواقع. تتركز أعماله على الذاكرة والمكان من خلال التركيز على الواقع السياسي والجغرافي والإنساني وتمثيل السياق الفردي والجمعي، ويشكل التنقل والترحال جزء فعّال من انتاجه الفني، فتطرح أعماله تساؤلات عن واقع الاغتراب والتنقل. وساهم البطنيجي في المشهد التشكيلي الفلسطيني منذ بداية التسعينات، إذ له مشاركات عدة في العديد من المعارض الفردية والجماعية منذ عام 2002 في أوروبا والعالم .

## المعارض الفردية
للبطنيجي مشاركات عدة في العديد من المعارض الفردية في مختلف المتاحف والمؤسسات، ومنهم:
- معرض في متحف Mac Val في فرنسا 2021.
- معرض في مؤسسة Aperture Foundation في نيويورك 2018.
- لقاءات آرل في فرنسا للتصوير الفوتوغرافي 2016.
- معرض في مركز Andre Malraux للفن المعاصر في فرنسا 2016.
- معرض جاليري Le BF 15 في ليون في فرنسا 2012.
- معرض في متحف (الفن والتاريخ) في جنيف في سويسرا 2007.
- معرض في مركز Witte de With للفن المعاصر في روتردام 2004.

## المعارض الجماعية
وشارك تيسير أيضاً في العديد من المعارض الجماعية، ومنهم:
- معرض في متحف Jeu de Paume في باريس في عامي 2020 -2019.
- معرض في مؤسسة بوغوسيان، في فيلا أمبان، بروكسل 2018.
- معرض في مركز لاكونتسهاله مولوز للفن المعاصر فرنسا 2017.
- معرض في معهد بلنسية للفن الحديث IVAM في إسبانيا 2016-2018.
- معرض في مركز Georges Pompidou باريس 2014.
- معرض في متحف V & A لندن 2012.
- معرض في متحف Villa Medici روما 2012.
- معرض في معهد Wattis للفن المعاصر التابع لكلية كاليفورنيا للفنون سان فرانسيسكو 2012.
- معرض في معهد العالم العربي باريس 2009.
- معرض في معهد بينالي البندقية في كل من الأعوام (2003، 2009، 2011).
- معرض في معهد بينالي إسطنبول 2011.

## الجوائز
حاز البطنيجي على جائزة Prize Abraj Group Art في عام 2012، وعلى جائزة بدعم من Foundatio Hermes من خلال برنامج Immersion Residency بالتعاون مع Arperture Foundation في عام 2017. كما نال جائزة المعهد الأميركي لفنون الجرافيك والتصميم بمسابقة "50 غلافاً وكتاباً للعام 2022" عن غلاف كتابه صور الشهداء.